# Месджеде-Солейман – Бендер-Махшахр
Месджеде-Солейман – Бендер-Махшахр – газопровід, споруджений для постачання заводу азотної хімії в іранській провінції Хузестан.
У середині 1960-х років в районі Месджеде-Солейман з кількох свердловин отримали вільний (неасоційований) природний газ. Цей ресурс вирішили використати для створення потужного заводу добрив, котрий почав роботу e 1970-му поблизу розташованого на узбережжі Перської затоки Бендер-Махшахру (індустріальна зона Бендер-Імам). Доправлення туди газу організували за допомогою трубопроводу довжиною 170 км, діаметром 500 мм та робочим тиском 8 МПа (можливо відзначити, що це був другий за часом спорудження іранський газопровід після проекту Гечсаран – Мервдешт). 
Пропускна здатність трубопроводу становить біля 5 млн м3 на добу, при цьому видобутий в Месджеде-Солейман ресурс містить дуже велику частку домішок – 25% сірководню та 10% двоокису вуглецю. При цьому на родовищі розташована лише установка дегідрації, котра приймає газ з семи свердловин (віддалені від установки на 0,5 – 16 км) та провадить його осушку, тоді як основна підготовка провадиться вже у Бендер-Імамі на заводі Razi Petrochemical. Таким чином, по трубопроводу транспортується суміш газів з великим вмістом агресивного сірководню.